# Schauren, Cochem-Zell
Schauren là một đô thị thuộc huyện Cochem-Zell, bang Rheinland-Pfalz, Đức. Đô thị này có diện tích 3,05 ki-lô-mét vuông.